# Ismar Boas

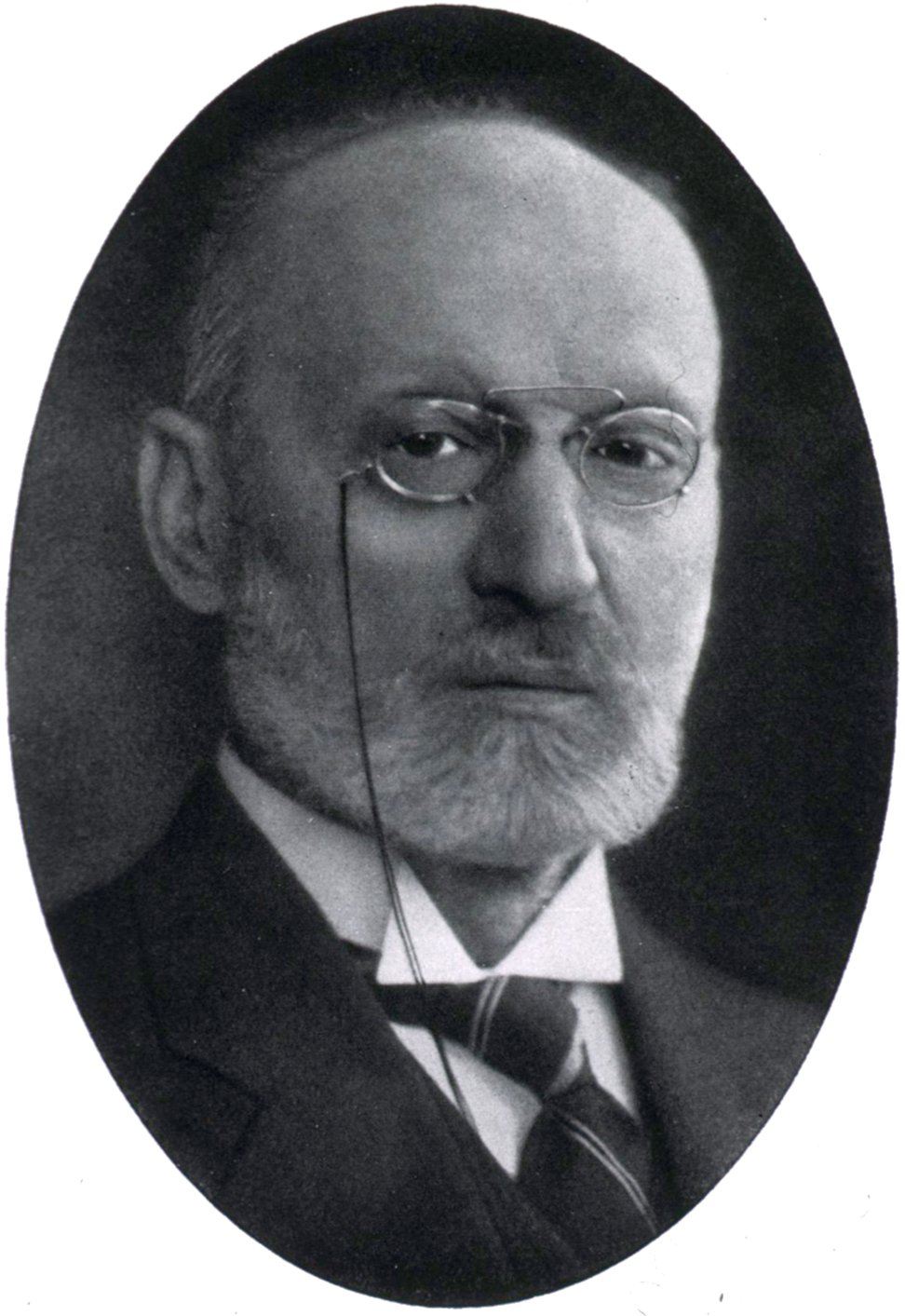
Ismar Boas, 1927

Isidor Ismar Boas (* 28. März 1858 in Exin, Preußen; † 15. März 1938 in Wien) war ein deutscher Arzt. Er gilt als Begründer des Fachgebietes der Gastroenterologie und prägte es in den ersten 40 Jahren seines Bestehens maßgeblich.
Mit seiner Niederlassung als Spezialarzt für Magen- und Darmkrankheiten 1886 begründete Boas nicht nur das Fach, sondern leitete auch insgesamt die Spezialisierung in der Medizin ein. Trotz des Unbehagens und der Kritik vieler Kollegen, die eine zunehmende Spezialisierung und Zersplitterung der Medizin in zahllose Unterdisziplinen fürchteten, konnte Boas das Fachgebiet etablieren. Dies mündete schließlich 1924 in der formalen Anerkennung des Facharztes für Magen-, Darm- und Stoffwechselkrankheiten durch den 43. Deutschen Ärztetag. Boas gründete 1895 mit dem Archiv für Verdauungs-Krankheiten die erste Fachzeitschrift des Gebietes, die noch heute unter dem Namen Digestion, International Journal of Gastroenterology fortbesteht. Er war ebenfalls Gründungsmitglied der Deutschen Gesellschaft für Gastroenterologie, Verdauungs- und Stoffwechselkrankheiten. Boas veröffentlichte zahlreiche Schriften und entwickelte Untersuchungs- und Behandlungsmethoden, die in abgewandelter Form teilweise noch heute Bestand haben. Er prägte zahlreiche Begriffe wie die der okkulten Blutungen und der Colitis ulcerosa.
Nach der Machtergreifung durch die Nationalsozialisten musste er als Jude zahlreiche Repressalien erdulden und wurde in seiner weiteren Arbeit behindert. Boas flüchtete 1936 nach Wien, wo er sich nach dem deutschen Einmarsch am 15. März 1938 das Leben nahm.

## Leben und Werk

### Familiärer Hintergrund
Boas wurde 1858 als Sohn des jüdischen Kaufmannes Hermann Boas und seiner Frau Rachel geboren. Sein Vater wurde 1829 geboren und stammte aus Kulm in Westpreußen. Er war ein angesehener Kaufmann und Repräsentantenvorsteher der Synagoge in Exin. Seine 1828 als Rachel Moses geborene Mutter stammte aus Exin. Ismar Boas wuchs als drittes Kind einer kinderreichen Familie zunächst in Exin auf. 1866 zog die Familie nach Züllichau, wo sie sich für ihre Kinder bessere Ausbildungsmöglichkeiten erhoffte. Da sein Vater mit der preußischen Armee gute Geschäftsbeziehungen pflegte und diese insbesondere während des Deutsch-Österreichischen Krieges günstig mit Getreide belieferte, gestattete man ihm 1881 den Erwerb eines Gutes in Posen.

### Schule und Ausbildung
Boas besuchte zunächst das deutsche Progymnasium und später das Gymnasium Züllichau, wo er 1877 sein Abitur ablegte. Im selben Jahr begann er zunächst in Berlin, Medizin zu studieren. Hier lernte er Carl Anton Ewald kennen, dessen Vorlesungen über die Physiologie des Verdauungstraktes er besuchte. Seinen Lebensunterhalt verdiente sich Boas durch Nachhilfeunterricht. Ein prägendes Erlebnis war für Boas, als er 1879 Zeuge einer Magenspülung wurde, die auch zehn Jahre nach der Einführung derselben durch Adolf Kußmaul immer noch sehr selten durchgeführt wurde. Boas wechselte anschließend für das klinische Studium an die Universität Halle, wo er 1881 bei Theodor Weber mit der Arbeit „Ein Beitrag zur Lehre von der paroxysmalen Hämoglobinurie“ promovierte. Sein Staatsexamen legte er in Leipzig ab und begann anschließend, als Praxisvertreter an verschiedenen Orten zu arbeiten. Boas Studienzeit war geprägt durch ständige finanzielle Nöte und den Zwang, durch Nebentätigkeiten den Lebensunterhalt zu verdienen. Daher war er bestrebt, möglichst schnell die ärztliche Approbation zu erreichen, um rasch Geld verdienen zu können. 1882 ließ er sich als praktischer Arzt in Berlin nieder und begann nebenbei eine Tätigkeit als wachhabender Arzt in einer Berliner Sanitätswache, da ihm seine finanzielle Lage nicht gestattete, eine weitergehende Ausbildung anzustreben. 1883 gab er die Tätigkeit als wachhabender Arzt in der Sanitätswache jedoch wieder auf, da diese insbesondere aus Nachtdiensten bestehende Tätigkeit ihn zu sehr belastete und körperlich anstrengte. Er nahm wieder Kontakt zu Carl Anton Ewald auf und begann eine Tätigkeit als Privatsekretär für diesen in dessen Funktion als Redakteur der Berliner Klinischen Wochenschrift. Hierbei kam ihm zugute, dass er bereits während seines Studiums als Korrekturleser im Verlag F.C.W. Vogel gearbeitet hatte.
1884 wurde Ewald zum Leiter der Frauensiechenanstalt in Berlin-Süd ernannt und begann mit Boas gemeinsam, an den dortigen Patientinnen Untersuchungen zur Magenphysiologie durchzuführen. Hierbei entdeckte Boas, dass nach Einführung eines Magenschlauches die Erhöhung des intraabdominellen Druckes durch Husten oder Pressen ausreichte, um Mageninhalt aus dem Schlauch zu gewinnen. Die Verwendung der durch Kußmaul eingeführten Magenpumpe war durch diese Expressionsmethode hinfällig geworden. Boas verfeinerte die Methode, indem er den Patientinnen eine standardisierte Mahlzeit bestehend aus zwei Tassen Tee und einem Weizenbrötchen gab und den so gewonnenen Mageninhalt zu verschiedenen Zeitpunkten entnehmen und die Verdauungsvorgänge miteinander vergleichen und untersuchen konnte. Das sogenannte Probefrühstück nach Boas und Ewald wurde zu einem wichtigen Bestandteil der Funktionsprobe der Magensekretion. Boas und Ewald konnten durch ihre Versuche nachweisen, dass im Magen Kohlenhydrate und Proteine abgebaut wurden.

### Begründung des Magen-Darm-Spezialismus
Angespornt durch seine Untersuchungen beschloss Boas, sich ganz dem Studium der Verdauungskrankheiten zu widmen, ließ sich 1886 als weltweit erster Spezialarzt für Magen- und Darmkrankheiten in Berlin nieder und eröffnete kurz darauf in der Friedrichstraße 10 ein Ambulatorium für Magen- und Darmkrankheiten. Dies stieß auf viel Skepsis und Widerstand in der Ärzteschaft. Insbesondere die Kritik an einer befürchteten Zersplitterung und übermäßigen Subspezialisierung der Medizin wurde geäußert. Sogar Carl Ewald als sein Mentor kritisierte Boas: „Worauf es ankommt, um Ärzten und Publikum Vertrauen einzuflößen, ist in diesem Falle gerade nicht die spezialistische, sondern die allgemeine medizinische Bildung, und diese wird nicht dadurch erworben, daß jemand, der eben sein Staatsexamen gemacht hat, ein Schild aushängt und ‘Spezialarzt für Magenkrankheiten’ darauf schreibt.“ (Carl Anton Ewald) Boas trat dieser Kritik an der Spezialisierung in der Medizin entschieden entgegen. „Zwei Richtungen stehen sich in der modernen Heilkunde gegenüber: die eine bestrebt, die Unität in der Wissenschaft zu erhalten und jede Spaltung und Zerklüftung zu verhüten, die andere, getragen von dem Gedanken, den Rohbau des medizinischen Gebäudes durch Detailarbeit zu verfeinern und auszugestalten.“ (Ismar Boas)
Boas, der selbst nie eine formale Facharztausbildung erhalten hatte, erhielt schon bald Anfragen von jungen Ärzten, die als Assistenzärzte bei ihm lernen wollten. Einer seiner Forschungsschwerpunkte in dieser Zeit war die Magensekretion und die genaue Zusammensetzung des Magensaftes, insbesondere beim Magenkarzinom. Bei seinen Untersuchungen zum Vorkommen von Milchsäure im Magensaft entdeckte er fadenförmige Bazillen, heute als Lactobacillus acidophilus bekannt. Diese wurden später nach ihm und seinem Schüler Oppler als „Boas-Opplersche-Stäbchen“ benannt.
1889 trat der Georg Thieme Verlag an Boas heran und überzeugte ihn, ein Lehrbuch über Magenkrankheiten zu schreiben. Dieses erschien 1890 unter dem Titel „Diagnostik und Therapie der Magenkrankheiten. I. Theil. Allgemeine Diagnostik und Therapie der Magenkrankheiten.“ Nach zunächst nur schleppendem Absatz war es rasch vergriffen und machte eine Neuauflage erforderlich. Diese erschien 1891, gefolgt vom zweiten Teil „Diagnostik und Therapie der Magenkrankheiten. II. Theil. Specielle Diagnostik und Therapie der Magenkrankheiten.“ 1893. Boas’ Bücher über Magenkrankheiten wurden in zahlreiche Sprachen übersetzt und machten Boas über die Fachwelt hinaus bekannt. In Berlin hatte er zu diesem Zeitpunkt schon den Spitznamen Magen-Boas.
1906 übergab Boas sein Ambulatorium an seinen Schüler Hans Elsner, um sich weiter seiner Forschung widmen zu können. In einer Übersichtsarbeit über die vergangenen 25 Jahre seit Bestehen des Fachgebietes der Gastroenterologie konnte Boas 1911 darauf verweisen, dass die neue Disziplin zahlreiche und grundlegende Fortschritte gemacht hatte. So waren allein in Deutschland im Jahr 1910 bereits 214 Ärzte als Fachärzte für Magen- und Darmkrankheiten niedergelassen und international gab es bereits mehrere gastroenterologische Fachgesellschaften und Zeitschriften.
1924 wurde schließlich auf dem 43. Deutschen Ärztetag die formelle Einführung eines Facharztes für Magen-, Darm- und Stoffwechselkrankheiten beschlossen. Voraussetzung für den Erhalt sollte eine mindestens dreijährige praktische
Ausbildung sein.

### Archiv für Verdauungs-Krankheiten

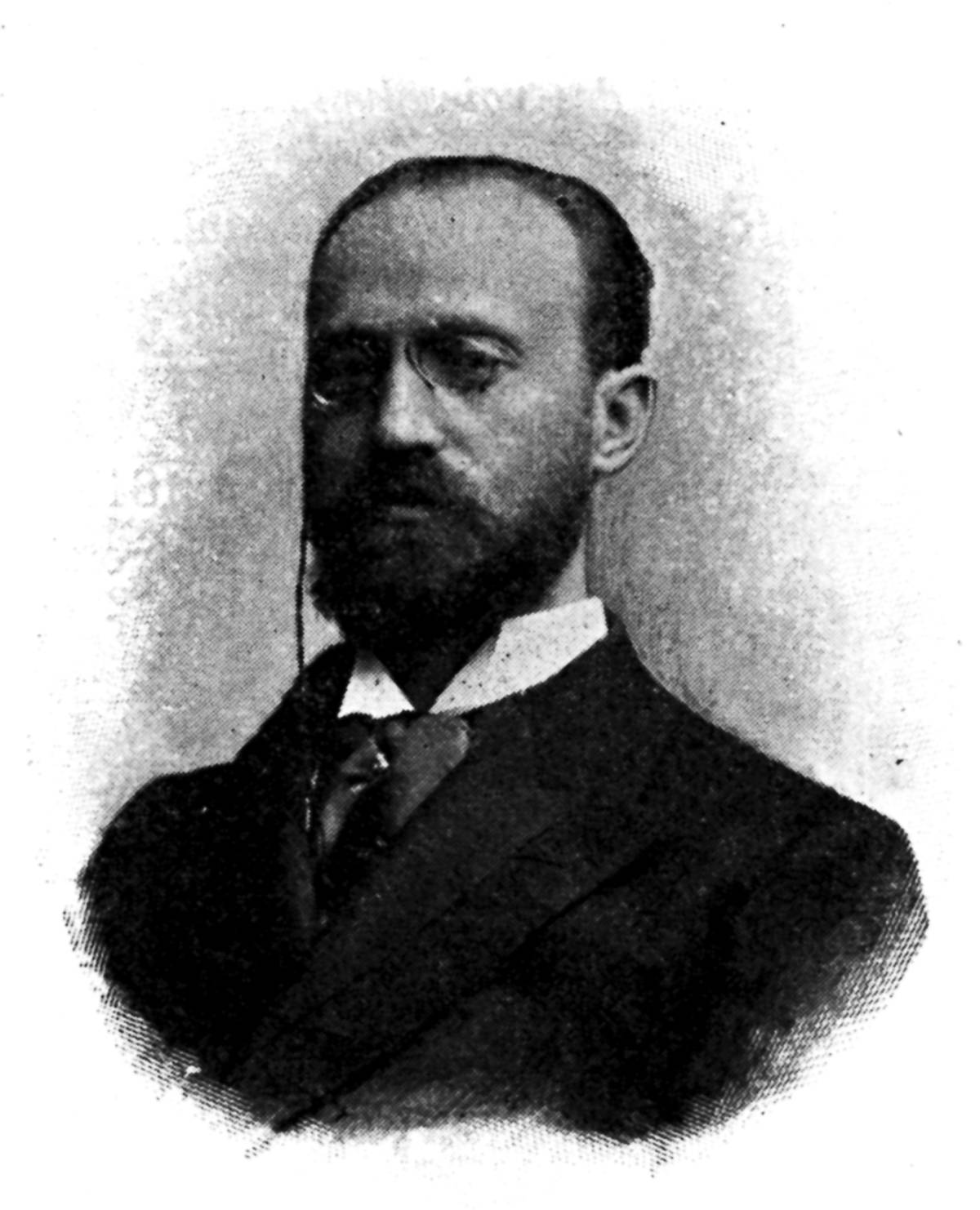
Ismar Boas um 1895

Um eine weitere Verbreitung seiner Idee zu fördern und um eine wissenschaftliche Plattform für den Magen-Darm-Spezialismus zu schaffen, begründete Boas 1895 die Zeitschrift „Archiv für Verdauungs-Krankheiten mit Einschluss der Stoffwechselpathologie und Diätetik“. Er lud alle Fachleute und Spezialisten des Gebietes zur Mitarbeit ein und konnte Wilhelm Fleiner, Josef von Mering, Carl von Noorden, Leopold Oser, Franz Penzoldt, Franz Riegel, Samuel Sigmund Rosenstein, Julius Schreiber und Berthold Stiller gewinnen. Zu seinem Leidwesen sagten Carl Anton Ewald, Adolf Kußmaul und Wilhelm von Leube ihm jedoch ab. Ewald revidierte später in seiner Eröffnungsansprache als Präsident der Ersten Tagung über Verdauungs- und Stoffwechselkrankheiten in Bad Homburg seine Meinung: „Als unser Kollege Boas vor 15 Jahren sein Archiv gründete und die Freundlichkeit hatte mich aufzufordern, mit ihm an die Spitze desselben zu treten, lehnte ich die Mitarbeit ab, weil mir eine weitere Zersplitterung der Publikationsorgane bedenklich und nicht notwendig erschien. Nun, das Archiv steht jetzt in seinem 20. Bande, es hat eine Reihe wertvoller Arbeiten gebracht, sich einen festen Platz in der literarischen Welt geschaffen und kann nicht mehr übergangen werden.“ (Carl Anton Ewald) In den folgenden Jahren gewann Boas weitere renommierte Verdauungsspezialisten wie Iwan Petrowitsch Pawlow, Oskar Minkowski, Max Einhorn (1862–1953), John C. Hemmeter, Hermann Nothnagel, Hermann Strauß, Adolf Schmidt, A. Mathieu, K. Faber und Friedrich Martius als Autoren für das Archiv.
Die Zeitschrift konnte sich als zentrales Publikationsorgan für das Gebiet der Verdauungs- und Stoffwechselkrankheiten etablieren. Zwischenzeitlich war in Europa die Bezeichnung als Boas’ Archiv üblich. Nach der „Machtergreifung“ der Nationalsozialisten wurde Boas 1934 gezwungen, die Leitung des Archivs an Paul Morawitz abzugeben. Dieser würdigte Boas bisherige Tätigkeit und hob die Schwierigkeiten, die dieser auf seinem Weg hatte überwinden müssen, besonders hervor.

„Er ist nie klinischer Assistent gewesen, nie haben ihm die Laboratorien einer großen Klinik offengestanden, er war nicht Universitätslehrer. Aus der Praxis ist er hervorgegangen, einer der so seltenen Männer, denen es vergönnt ist, durch eigene Kraft und Begabung, ohne Förderung von außen, sich zum höchsten wissenschaftlichen und ärztlichen Ansehen durchzuringen. Wer den ernsten und schweren Weg ermisst, den ein solcher Mann gehen muss, der wird von noch größerer Achtung und Ehrfurcht für den Meister ergriffen werden.“

Die Zeitschrift wurde zwischen 1939 und 1967 unter dem Namen „Gastroenterologia, International Review of Gastroenterology“ herausgegeben. Seit 1967 trägt sie den Namen „Digestion, International Journal of Gastroenterology“.

### Gründung der Gesellschaft für Verdauungs- und Stoffwechselkrankheiten
Nachdem bereits 1898 in den Vereinigten Staaten die American Gastroenterological Association gegründet worden war, folgten die Gründung der Japanischen Gesellschaft für Gastroenterologie und als erste in Europa die Polnische Gastroenterologische Gesellschaft 1909. Boas plante schon längere Zeit, einen Kongress zu gastroenterologischen Themen zu veranstalten. 1913 schließlich gründete er zusammen mit Carl Anton Ewald, Adolf Schmidt, Hugo Starck und Curt Pariser die Gesellschaft für Verdauungs- und Stoffwechselkrankheiten zur Vorbereitung auf einen solchen Kongress. Die Gesellschaft sollte bewusst international agieren. Gemeinsam wurde 1914 mit großem internationalen Echo die „Erste Tagung ueber Verdauungs- und Stoffwechselkrankheiten“ in Bad Homburg vor der Höhe durchgeführt. Bedingt durch den Ersten Weltkrieg konnte die zweite Tagung erst 1920 stattfinden. Erst auf dem fünften Kongress in Wien 1925 erfolgte die formale Gründung der Gesellschaft mit Satzung und Geschäftsordnung. Die Gesellschaft gewann laufend neue Mitglieder, so gehörten ihr 1925 150 Mitglieder an, 1930 waren es bereits 472.
1938 wurde auf dem 14. Kongress der Name in „Deutsche Gesellschaft für Verdauungs- und Stoffwechselkrankheiten“ geändert. Seit 2014 trägt sie den Namen „Deutsche Gesellschaft für Gastroenterologie, Verdauungs- und Stoffwechselkrankheiten“.

### Wissenschaftliches Werk

#### Forschungen über den Magensaft
Boas forschte sehr intensiv über die Beschaffenheit des Magensaftes. So galt der Nachweis von Milchsäure im Magensaft als spezifisch für das pylorusnahe Magenkarzinom. Boas konnte zeigen, dass Milchsäure nur bei den Patienten auftrat, die eine Stauung von Mageninhalt aufgrund einer Pylorusstenose hatten. Allerdings war auch Milchsäure nachweisbar, wenn diese Stenose nicht durch ein Karzinom bedingt war. Im Rahmen dieser Arbeiten entdeckte Boas mit seinem Schüler Oppler auch die sogenannten Boas-Opplerschen Stäbchen (Lactobacillus acidophilus) Bei seinen Untersuchungen fiel Boas auf, dass es möglich war, durch Preßbewegungen Darmsaft aus dem Duodenum in den Magen zu befördern und dort für Untersuchungen zu gewinnen. Er entwickelte eine Methode, die eine Auswaschung des Magensaftes mittels Sodalösung und anschließende Massage der Lebergegend zur Beförderung von Darmsaft in den Magen vorsah. Mit dieser Methode konnte er nachweisen, dass der Darmsaft im Gegensatz zum Magensaft alkalisch ist und Enzyme zur Spaltung von Stärke und Fetten enthält. Boas’ Methode wurde obsolet, als Max Einhorn 1910 eine Duodenalsonde entwickelte, mit der der Zwölffingerdarm direkt sondiert werden konnte.

#### Boas-Druckpunkt

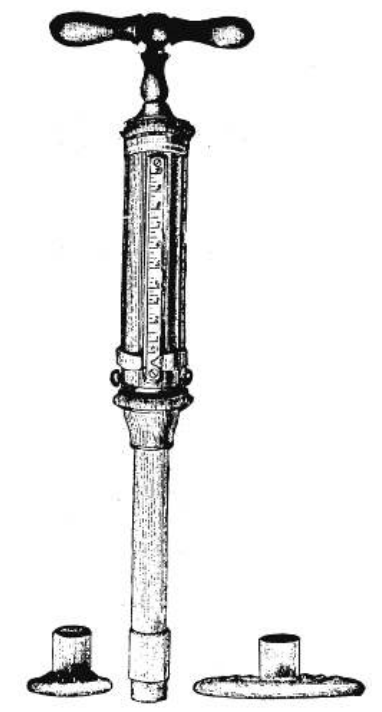
Das Algesimeter nach Ismar Boas bestand aus einem Hohlzylinder, in dem eine Schraubenfeder steckte. Wenn mit den Stempeln Druck ausgeübt wurde, drückte sich der Stift in den Hohlzylinder und erlaubte an der Skala das Ablesen der Druckintensität in Kilopond.

Boas beschrieb die bereits 1852 von Jean Cruveilhier als Points rachidiens bezeichneten Schmerzpunkte und lokalisierte sie anatomisch sehr präzise links am Rücken neben dem 10. bis 12. Brustwirbelkörper. Ein Druckschmerz an diesem Punkt ist ein Hinweis auf ein Magengeschwür des Patienten. Die Untersuchung des Boas-Druckpunktes wird auch in der Tiermedizin beschrieben. Um die Schmerzintensität an unterschiedlichen Schmerzpunkten exakt zu messen zu können, entwickelte Boas ein eigenes Algesimeter. Damit konnte er die Druckstärke an unterschiedlichen Stellen messen und so Untersuchungsergebnisse objektivierbar und vergleichbar machen.

#### Einführung des Begriffs der Colitis ulcerosa
1903 berichtete Boas über einen Fall von chronischer Dysenterie. Die Patientin beklagte anhaltende blutig-eitrige Durchfälle, ohne dass die Untersuchung des Stuhls einen Anhaltspunkt für die Ursache erbracht hätte. Aufgrund der ulcerösen Veränderungen der Darmwand bezeichnete er das Krankheitsbild als Colitis ulcerosa und berichtete über eine erfolgreiche chirurgische Sanierung durch vorübergehende Anlage eines künstlichen Darmausganges. Die Erstbeschreibung des Krankheitsbildes war bereits 1875 durch Samuel Wilks und Walter Moxon erfolgt.

#### Entdeckung der okkulten Blutungen
Boas schrieb 1901 über den Nachweis verborgenen Blutes in Stuhl und Mageninhalt und führte den Begriff der okkulten Blutung ein. Er erkannte erstmals die diagnostische Bedeutung der Blutungen, etwa zur Diagnose des Magengeschwürs, und die Wichtigkeit der frühzeitigen Entdeckung für die Therapie bei Magen- und Darmkarzinomen. Der schon zuvor bekannte Nachweis mittels Guajak-Test wurde durch ihn populär gemacht und war eine erste Form des Screening auf Magen-Darmkrebs. 1914 widmete er dem Thema eine eigene Monografie.

#### Mahnung zur Wissenschaftlichkeit
Boas war ein Verfechter der wissenschaftlich fundierten Medizin. So schrieb er in der Einleitung zu seiner ersten Buch: „Aus einem Gemisch von Falschem und Richtigem, von Irrlehren und lange Zeit hindurch als Dogmen geltenden Phantasmen hat die neuere Medicin das Wahre und Brauchbare herausgeschält und der Diagnostik zugänglich zu machen gesucht.“ (Ismar Boas) Boas forderte bereits 1909 „therapeutische Zentralinstitute“, die die Wirksamkeit von Arzneimitteln überprüfen sollten, sowie einen Deklarationszwang für Inhaltsstoffe von Arzneimitteln. 1930 prägte er den Begriff der „wissenschaftlich exakten Therapeutik“ und mahnte zu einer umfassenden Ausbildung angehender Mediziner in Therapie und Therapieplanung: „Sie müssen lernen, dass selbst das einfachste und scheinbar trivialste therapeutische Problem zu seiner Lösung ein hohes Maß an Geduld, Zeit, Kritik und nicht zuletzt auch Verantwortungsgefühl erfordert.“ (Ismar Boas) Boas kritisierte die übermäßige Reklame für Arzneimittel mit ungewisser Wirkung sowie eine unkritische Haltung von Ärzten zu Untersuchungsergebnissen und Therapieempfehlungen. Er gehört somit zu den ersten Verfechtern der Evidenzbasierten Medizin.
Besonders deutlich wird Boas’ Haltung zur Wissenschaftlichkeit anhand seiner Arbeiten zur Diätetik von Verdauungskrankheiten. Boas warb für eine undogmatische Therapie aufgrund von wissenschaftlich fundierten Erkenntnissen und resümierte 1931: „Wer die Strömungen unserer Zeit genau verfolgt, wird mit Befriedigung wahrnehmen, wie sich [die Diätotherapie] mehr und mehr aus der Umklammerung bloßer Empirie frei zu machen und allmählich einer exakt wissenschaftlichen Lehre emporzustreben versucht. Hierbei darf nicht übersehen werden, dass zunächst noch mit zahllosen legendären Behauptungen und Vorstellungen aufgeräumt werden muß, ehe wir […] den festen Boden exakter Tatsachen zu betreten uns anschicken können“ (Ismar Boas)

### Privatleben

#### Familie
Boas heiratete 1889 Sophie Asch (* 6. Dezember 1868). Aus der Ehe gingen zwei Kinder hervor. In Berlin lebte die Familie jahrzehntelang im eigenen Haus am Alexanderufer 6, wo Sophie Boas regelmäßig musikalische und literarische Soiréen veranstaltete, zu der sich die Spitze des Berliner Kulturlebens traf. Boas’ Arbeit nahm einen großen Raum in seinem Leben ein, und so wurden diese Abende für ihn zu einem wichtigen Ereignis der Ruhe und Erholung. Boas pflegte einen intensiven Kontakt zu seinen in Berlin lebenden Brüdern, insbesondere zu seinem jüngsten Bruder Max. Nach Aussagen von Boas’ Neffen Ernest wurde er in der Familie stets Onkel Professor genannt und galt unangefochten als Familienoberhaupt. Er war ein großer Kunstsammler und Musikliebhaber. Ernest charakterisierte Sophie Boas als willensstarke Frau, die sich sehr für die französische Kultur und das Pariser Leben interessierte.
Boas galt als freundlich und bemühte sich, jedem mit Rat und Tat zu helfen: „Seine Gewissenhaftigkeit, sein Wunsch zu helfen, so weit es irgend ging, beschränkte sich nicht nur auf seine vielen Patienten. Jeder junge und nicht junge Kollege, der Hilfe oder Rat brauchte, […], ging immer mit einem guten und klugen Wort von ihm fort…“ (Julius Kleeberg)

#### Exil und Tod
Die Machtergreifung durch die Nationalsozialisten stellte für Boas, wie für viele andere auch, eine schwere Zäsur seines Wirkens dar. So musste er deutlich erschwerte Arbeitsbedingungen für seine Praxis hinnehmen und wurde 1934 gezwungen, die Schriftleitung des Archivs für Verdauungskrankheiten abzugeben. In einem Brief an seinen 1933 nach Palästina ausgewanderten Freund und Kollegen Hermann Steinitz klagt Boas 1935: „Wenn es Sie interessiert, von mir etwas zu erfahren, so kann ich Ihnen mitteilen, daß ich mich abgesehen von den schweren seelischen Erschütterungen, die auf mich fast täglich einwirken, körperlich passabel, wenn auch […] reichlich abgekämpft fühle. […]“ und in Bezug auf seine Arbeit: „Ich habe mir jetzt notgedrungen andere Hilfsquellen suchen müssen, aber sie sind mit großen Schwierigkeiten verbunden…“ (Ismar Boas) Im Sommer 1936 emigrierten Boas und seine Frau mit Hilfe eines aus den Vereinigten Staaten gewährten Stipendiums nach Wien. Bei diesem Schritt wurden sie von Boas’ ehemaligem Schüler Walter Zweig unterstützt, der für Boas auch Kontakte knüpfte, um ihm die weitere Arbeit an seinen Forschungsprojekten zu ermöglichen. Hier forschte er unter großen Schwierigkeiten zunächst weiter an Methoden zum Nachweis von Porphyrinen. Nach dem Anschluss Österreichs durch die Nationalsozialisten im März 1938 nahm sich Boas am 15. März durch eine Überdosis Veronal das Leben. Seine Asche wurde am 13. Mai 1938 auf dem Jüdischen Friedhof Berlin-Weißensee im Familiengrab seiner Schwiegereltern bestattet.
Max Einhorn würdigte Boas in seinem Nachruf im Archiv für Verdauungskrankheiten als „für die Medizin unsterblich“: „Boas gehört zu denen, die für die Medizin unsterblich sind und seine Leistungen werden die Grundlage für die Arbeit noch vieler kommender Generationen bleiben. Die ganze Ärztewelt steht trauernd an der Bahre dieses großen Arztes.“ (Max Einhorn)
Boas selbst zog bereits 1928 ein Resümee seines Lebenswerkes:

„Meine Hauptfreude galt und gilt noch heute meiner wissenschaftlichen Tätigkeit und Förderung des Faches, für dessen Gründung ich mich verantwortlich fühle. Und wenn es in unserem dornenvollen Dasein überhaupt ein wahres Glück gibt, so besteht es nach meiner Auffassung lediglich darin, hier und da einen bescheidenen Zipfel des geheimnisvollen Schleiers lüften zu dürfen, der Menschenleben und Menschenleid verhüllt. Um dieses Glücksgefühles willen, das zu empfinden mir vergönnt war – das Reservat der Forscher, und oft ihr einziges –, lohnt es sich fürwahr, gelebt und gestrebt, gekämpft und gelitten zu haben.“

#### Verbleib der Familie
Boas’ Sohn Kurt studierte ebenfalls Medizin und ließ sich nach dem Ersten Weltkrieg, an dem er als Frontarzt teilnahm, als Dermatologe in Crimmitschau nieder. Er wurde im April 1935 nach einer Denunziation von den Nationalsozialisten in "Schutzhaft" genommen und war bis zum Dezember 1936 im KZ Sachsenburg inhaftiert. Nach Aussagen von Boas’ Neffen Ernest emigrierte Kurt nach Südamerika, wo sich seine Spur verliert. Zu berücksichtigen ist hierbei jedoch, dass Ernest bereits 1934 nach Brasilien emigrierte und keinen weiteren Kontakt mit der Familie hatte. Seit dem 9. November 2021 erinnert eine Gedenktafel am Haus seiner früheren Praxis in Crimmitschau an Dr. Kurt Ferdinand Boas. Die Tochter Claire emigrierte 1939 mit ihrem zweiten Ehemann Kurt Schneider in die Vereinigten Staaten, wo sie in New York als Kunstrestauratorin arbeitete und 1959 kinderlos verstarb. Sophie Boas emigrierte 1938 nach Holland, von wo aus sie in das Vernichtungslager Sobibor gebracht und 1943 ermordet wurde. Ismar Boas hatte keine weiteren Nachkommen. Die Schauspieler Ilse und Curt Bois waren die Kinder von Boas’ jüngerem Bruder David.

## Würdigungen

### Rezeption
Boas geriet zunächst in Vergessenheit. So wurde der im März Verstorbene beispielsweise auf dem 14. Kongress der Gesellschaft für Verdauungs- und Stoffwechselkrankheiten im September 1938 nicht erwähnt.
Auch nach der Zeit des Nationalsozialismus fanden Boas und sein Werk zunächst kaum Beachtung. Erst zu Boas’ 100. Geburtstag erinnerten Julius Kleeberg und Harold Avery an den Vergessenen.

„Dieser große Arzt ist als Greis in der Fremde aus Angst und Verzweiflung vor den Nazischrecken gestorben. […] Im Leben des Dr. Boas, der zwar später den Professor- und Geheimratstitel erhielt, war viel Kummer, Enttäuschung und Zurücksetzung, und sein Ende ist bitter. Aber in seiner Leistung als Arzt und Forscher ist ihm letzten Endes die Dankbarkeit und Anerkennung zahlreicher Kranker und der Großen seines Faches nicht versagt geblieben.“

Leonard Hoenig und James Boyle machten Ernest Boas ausfindig, der mittlerweile in der Schweiz lebte, und interviewten ihn für ihren Artikel zum 50. Todesjahr von Ismar Boas. Sie beklagten die mangelnde Bekanntheit von Ismar Boas, die in keinem Verhältnis zu seinen Leistungen stünde.

“Ismar Boas. How many readers recognize the name? There was a time, when the reputation of this great physician spanned the continents, for he was a pioneer and founder of the medical subspeciality of Gastroenterology. Every physician today understands the importance of finding occult blood in the stool. Yet, how many know that Boas in 1901 first gave clinical meaning to that concept?”

„Ismar Boas. Wie viele Leser erkennen den Namen wieder? Es gab eine Zeit, als der Ruf dieses großen Arztes Kontinente umspannte, weil er ein Pionier und Begründer des Fachgebietes der Gastroenterologie war. Jeder Arzt versteht heute die Wichtigkeit des Nachweises okkulten Blutes im Stuhl. Aber wie viele wissen, daß Boas 1901 erstmals dessen klinische Bedeutung erkannte?“

### Der Arzt von Wien
Franz Werfel nahm Boas als Vorlage für seine Novelle „Der Arzt von Wien“. Im Mittelpunkt steht hier ein fiktiver Dialog zwischen dem Arzt und Hermann Nothnagel über Antisemitismus. Werfel zeichnete hier den inneren Konflikt des von den Nationalsozialisten bedrohten und verzweifelnden jüdischen Arztes, der vor den Trümmern seines Lebenswerks steht und im Gespräch mit Nothnagel in Form von dessen im Regal stehenden Büste auf seine Fragen nur Allgemeinplätze zu hören bekommt. Zentral ist unter anderem der Satz „Nur ein guter Mensch kann ein guter Arzt sein“, den Hermann Nothnagel tatsächlich so bei seiner Antrittsrede als Ordinarius in Wien 1882 gesagt hatte. Diesen inzwischen zu einem geflügelten Wort gewordene Satz hatte Boas 1905 bei seinem Nachruf auf den plötzlich verstorbenen Nothnagel ebenfalls verwendet. Am Ende von Werfels Erzählung fragt der Arzt: „Der Haß… Warum dieser Haß?…“ während im Hintergrund „Sieg-Heil“-Rufe zu hören sind und setzt mit den Worten „Da kann ja kein Mensch mehr ein guter Arzt sein…“ die Giftnadel an seinen Arm.

### Ehrungen

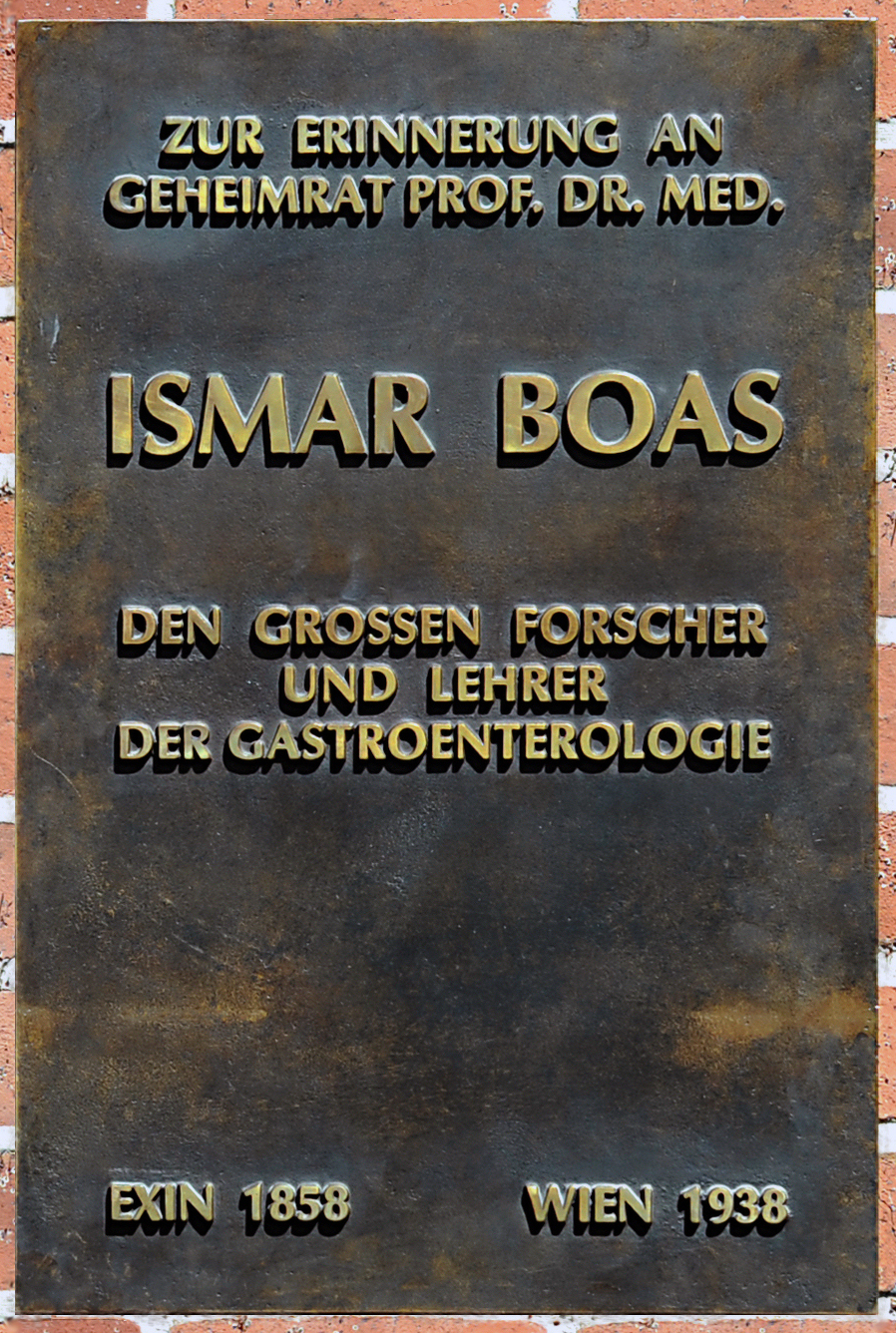
Gedenktafel für Ismar Boas an der Charité in Berlin.

1937 würdigte das Lennox Hill Hospital in New York Boas, Ewald und Kußmaul mit einem Relief über dem Eingang zum Max Einhorn Auditorium in seinem Memorial Building. Auf Bitten von Max Einhorn schickte man Boas ein Gratulationsschreiben mit Fotografien vom Eingang des Auditoriums.
1991 wurde am Rathaus von Kcynia (ehemals Exin) eine Gedenktafel zu Ehren von Ismar Boas angebracht.
1992 brachte die Deutsche Gesellschaft für Gastroenterologie, Verdauungs- und Stoffwechselkrankheiten (DGVS) eine Ehrentafel an der Charité an. Diese musste im Jahr 2000 bei Umbauarbeiten entfernt werden und wurde 2013 erneut angebracht.
Die Gesellschaft für Gastroenterologie der DDR vergab von 1978 bis 1989 die Ismar-Boas-Medaille als Ehrung für herausragende Leistungen auf dem Gebiet der Viszeralmedizin. Seit 1990 wird diese Ehrung von der Deutschen Gesellschaft für Gastroenterologie, Verdauungs- und Stoffwechselkrankheiten vergeben. Darüber hinaus verleiht die DGVS seit 1977 den Ismar-Boas-Preis als Dissertationspreis für die besten eingereichten Dissertationen auf dem Gebiet der Gastroenterologie, einmal als Grundlagenpreis und einmal als Klinischen Preis.
2004 änderte die Deutsche Gesellschaft für Gastroenterologie, Verdauungs- und Stoffwechselkrankheiten ihr Logo, welches seitdem die Porträts von Boas und Carl Anton Ewald enthält.

### Auszeichnungen und Ehrenmitgliedschaften
- Korrespondierendes Mitglied und Ehrenmitglied der American Gastroenterological Association
- Korrespondierendes Mitglied der Petersburger medizinischen Gesellschaft
- Korrespondierendes Mitglied der Vereinigung Karlsbader Ärzte
- Korrespondierendes Mitglied der Gesellschaft der Ärzte in Wien
- Ehrenvorsitzender des Vereins für ärztliche Fortbildung in Berlin
- Ehrenmitglied der Deutschen Gesellschaft für Verdauungs- und Stoffwechselkrankheiten
- Ehrenmitglied der American Medical Association
- Ausschussmitglied der Berliner Medizinischen Gesellschaft
- Ernennung zum Titularprofessur
- Ernennung zum Geheimen Sanitätsrat
- Träger des Orden de Isabel la Católica[70]
- Greifenorden, Ritterkreuz mit der Krone (5. Oktober 1914)[71]

## Schriften (Auswahl)
- Diagnostik und Therapie der Magenkrankheiten. I. Theil: Allgemeine Diagnostik und Therapie der Magenkrankheiten. Thieme, Leipzig 1890.
- Diagnostik und Therapie der Magenkrankheiten. II. Theil: Specielle Diagnostik und Therapie der Magenkrankheiten. Thieme, Leipzig 1893.
- Über das Vorkommen von Milchsäure im gesunden und kranken Magen nebst Bemerkungen zur Klinik des Magencarcinoms. In: Zeitschrift für klinische Medizin. Bd. 25, 1894, ISSN 0372-9192, S. 285–302 (Wiederabdruck in: I. Boas (Hrsg.): Gesammelte Beiträge aus dem Gebiete der Physiologie, Pathologie und Therapie der Verdauung. Von I. Boas und seinen Schülern 1886–1906. Band 1. Karger, Berlin 1906, S. 395–413, Digitalisat).
- Ueber die Ziele und Wege der modernen Verdauungspathologie. In: Archiv für Verdauungs-Krankheiten mit Einschluss der Stoffwechselpathologie und der Diätetik. Bd. 1, 1896, ISSN 0365-8228, S. 1–6.
- Diagnostik und Therapie der Darmkrankheiten. I. Theil: Allgemeine Diagnostik und Therapie der Darmkrankheiten. Thieme, Leipzig 1898.
- Diagnostik und Therapie der Darmkrankheiten. II. Theil: Specielle Diagnostik und Therapie der Darmkrankheiten. Thieme, Leipzig 1899.
- Erfahrungen über das Dickdarmcarcinom. In: Deutsche Medizinische Wochenschrift. Bd. 26, Nr. 7, 1900, S. 115–117, doi:10.1055/s-0029-1203707 und Bd. 26, Nr. 8, S. 130–132, doi:10.1055/s-0029-1203719.
- Beiträge zur Kenntnis des Magencarcinoms. In: Archiv für Verdauungs-Krankheiten. Bd. 7, 1901, S. 315–317 (Wiederabdruck in: I. Boas (Hrsg.): Gesammelte Beiträge aus dem Gebiete der Physiologie, Pathologie und Therapie der Verdauung. Von I. Boas und seinen Schülern 1886–1906. Band 1. Karger, Berlin 1906, S. 750–771, Digitalisat).
- Über einen Fall von operativ geheilter Colitis ulcerosa. In: Deutsche Medizinische Wochenschrift. Bd. 29, Nr. 11, 1903, S. 196, doi:10.1055/s-0028-1138357.
- Ueber die Diagnose des Ulcus ventriculi mittelst Nachweises occulter Blutanwesenheit in den Fäces. In: Deutsche Medizinische Wochenschrift. Bd. 29, Nr. 47, 1903, S. 865–867, doi:10.1055/s-0029-1203277.
- Zur Geschichte der Appendizitis. In: Münchner medizinische Wochenschrift. 1908, S. 2286 ff.
- Zum 25 jährigen Bestehen des Magen-Darmspezialismus. Rückblicke und Ausblicke. In: Archiv für Verdauungs-Krankheiten. Bd. 17, 1911, S. 511–532.
- Die Lehre von den okkulten Blutungen. Thieme, Leipzig 1914.
- Vierzig Jahre Probefrühstück (1885–1925). In: Deutsche Medizinische Wochenschrift. Bd. 51, Nr. 24, 1925, S. 976–978, doi:10.1055/s-0028-1136824.
- Autoergographie. In: Louis R. Grote (Hrsg.): Die Medizin der Gegenwart in Selbstdarstellungen. Band 7. Meiner, Leipzig 1928.
- Therapie und Therapeutik. Ein Mahnruf an Ärzte, Kliniker und Pharmakologen. Karger, Berlin 1930.
- Richtlinien der Behandlung peptischer Geschwüre. In: Archiv für Verdauungs-Krankheiten, Stoffwechselpathologie und Diätetik. Bd. 53, 1933, ISSN 0365-8325, S. 321–336.
- mit Carl Anton Ewald: Beiträge zur Physiologie und Pathologie der Verdauung. In: Archiv für pathologische Anatomie und Physiologie und für klinische Medicin. Bd. 101 = Folge 10, Bd. 1, Nr. 2, 1885, S. 325–375, doi:10.1007/BF01994707.